# Gentianella bohemica
Gentianella bohemica är en gentianaväxtart som beskrevs av Skalicky. Gentianella bohemica ingår i släktet gentianellor, och familjen gentianaväxter. Inga underarter finns listade i Catalogue of Life.